# Teatro Argentina
El Teatro Argentina es un teatro de ópera que se encuentra en la plaza de Largo di Torre Argentina, en Roma. Es uno de los más antiguos teatros de Roma, inaugurado el 11 de enero de 1732 por Domenico Sarro con Berenice.
Fue encargado por la familia Sforza Cesarini y diseñado por el arquitecto Gerolamo Theodoli con el auditorio en la tradicional forma de herradura. El interior del teatro está construido de madera y ha tenido que ser restaurado en diversas ocasiones.
En el siglo XIX, el debut de muchas de las más importantes óperas tenía lugar en él, como El barbero de Sevilla de Gioachino Rossini en 1816 e I due Foscari y La battaglia di Legnano de Giuseppe Verdi en 1844 y 1849 respectivamente.
De 1919 a 1944 se representaron muchas obras de teatro, sobre todo de Pirandello, Ibsen y Gorki. También se representaron una serie de óperas a las tropas estadounidenses y británicas tras la ocupación de Italia en las postrimerías de la Segunda Guerra Mundial. El lugar se convirtió en el espacio de la compañía Teatro Stabile en 1994, dirigido por Mario Martone.